# Scylliogaleus quecketti
Genre
Espèce
Statut de conservation UICN

 VU B1ab(iii); C2a(ii) : Vulnérable
Scylliogaleus quecketti est une espèce de requins de la famille des Triakidae, la seule de son genre Scylliogaleus (monotypique).

## Distribution

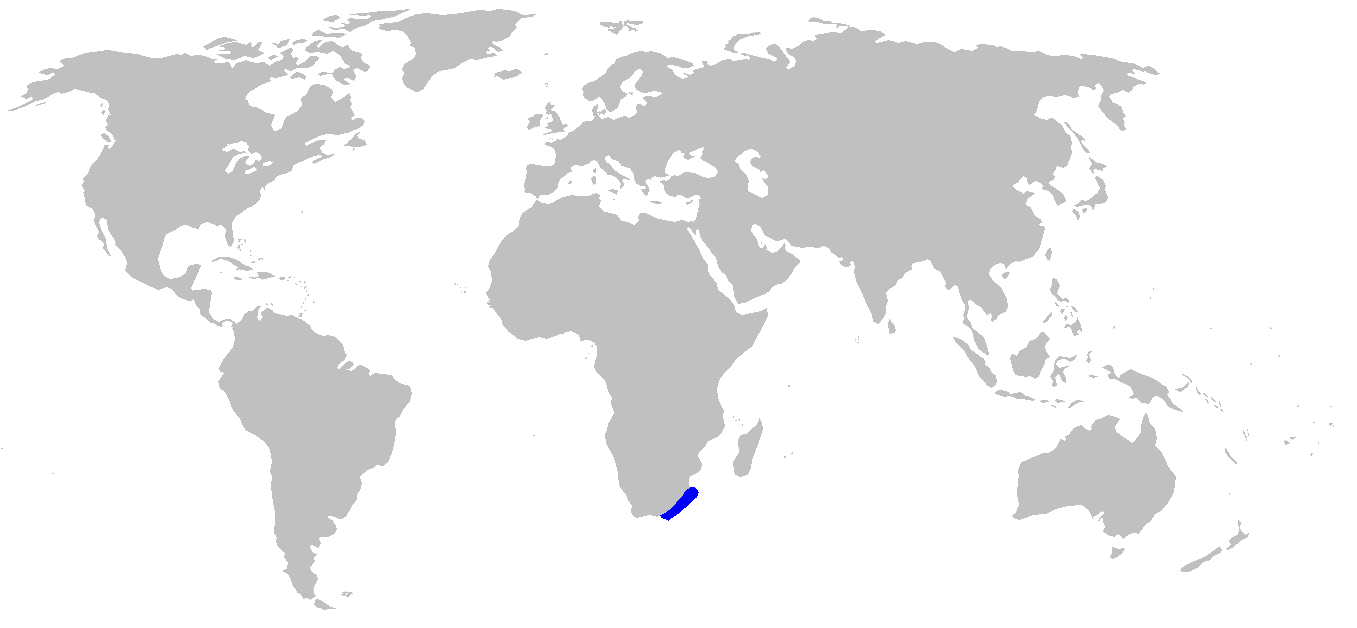
Carte de répartition de Scylliogaleus quecketti

Ce requin vit dans l'ouest de l'océan Indien, dans les eaux proches du sud-est de l'Afrique.